# 耶莱涅沃市镇
耶莱涅沃市镇（波蘭語：Gmina Jeleniewo）是波兰波德拉谢省的一个乡村型市镇，隶属于苏瓦乌基县，治所位于同名城市耶莱涅沃。总面积为131.84平方千米，截至2019年6月30日总人口为3140人。